# Andreas Otto
Andreas Otto (Groningen, gedoopt 17 december 1806  – Alkmaar, 8 februari 1874) was een Nederlands multi-instrumentalist en dirigent.

## Andreas Otto
Hij was zoon van stadsmuzikant Jan/Joannes Otto en Gesina Johanna/Juliana Saffée, die hem lieten dopen in de Statie aan de Carolieweg. Gesina Saffée kwam ook uit een muzikale familie (Jan Andries Saffée was muzikant). Hijzelf was in 1842 getrouwd met Aafje Bast, afkomstig uit Hoorn. Zoon Jan Meindert werd eveneens musicus.
Hij werd in verband met het vroege overlijden van zijn vader in 1814 naar zijn moeders familie in Alkmaar gezonden. Hij kreeg er les van J.P. van der Fink de stadsmuziekdirecteur. Hij nam vervolgens wel als dertienjarige weer plaats in het Stedelijk Muziekcorps in Groningen. In  1830 was hij in diezelfde stad dirigent van het studentenorkest en trok met dat orkest richting de Belgische Opstand. Eenmaal terug in Nederland vestigde hij zich in Alkmaar en werd er stadsmuziekmeester aan de Stedelijk Muziekschool Alkmaar; hij volgde de heer Jozeph Fastré op, die naar Den Haag vertrokken was. In 1838 werd hij voorts kapelmeester van de plaatselijk schutterij; hij volgde de overleden J.J. de Vriese op en zou die functie tot aan zijn dood vervullen. Hij kreeg in 1864 zowel een pendule, een eredegen als een serenade ter gelegenheid van zijn 25-jarig jubileum. Ook gaf hij leiding aan muziekgezelschap Apollo in Alkmaar, dat in geval van benodigde musici, musici kon inschakelen uit het Parkorkest uit Amsterdam.
Hij bespeelde viool als hoofdinstrument, maar kon ook goed uit de voeten op altviool, cello, contrabas, esklarinet, besklarinet, trompet en trombone. Soms begeleidde hij musici vanachter de piano. Vader en zoon arrangeerde dan wel schreven muziek voor harmonieorkesten. 

## J.M. Otto
Zoon Jan Meindert Otto (1847-1931) werd eveneens violist, fluitist, stadsmuziek-, kapelmeester en koordirigent te Alkmaar en Bergen met haar Bergens Harmonie. Zijn hand reikte tot in de 21e eeuw bij de herdenking van het 120-jarig bestaan van Fanfarecorps Eengezindheid in 2018. Hij had grote betekenis van de ontwikkeling van muziek in die omgeving, dat financieel de wind mee had in die jaren. In 1929 nam hij afscheid als organist van de Grote Kerk in Alkmaar na er vanaf 1881 op gespeeld te hebben.